# Dunlop Sport
Dunlop Sport é uma empresa britânica de equipamentos especializada em tênis e golfe. Dunlop tem produzido equipamentos esportivos desde 1910.
Ao redor do mundo a Dunlop Sports é mais conhecida por ser proprietária da Sports Direct International. A propriedade da SRI Sports no Japão, Taiwan e Coreia do Sul. A DNA Limited, uma companhia parceira da Sports Direct e SRI Sports, é a proprietária do grupo Dunlop brand nos Estados Unidos, e a Spartan Sports tem os direitos na Austrália e Nova Zelândia.

## Patrocínios

### Tenistas homens
| - Nicolás Almagro - Kevin Anderson - Ross Hutchins - Jonathan Marray | - Rajiv Srinivasan - Philipp Marx - Jürgen Melzer - Sanchai Ratiwatana | - Sonchat Ratiwatana - Tommy Robredo - Tim Smyczek - Darius Loghman-Adham | - Danai Udomchoke - Treat Huey |

### Tenistas mulheres
| - Dominika Cibulková - Tamarine Tanasugarn |

### Tenistas Aposentados

#### Tenistas homens
| - Pat Cash - Wayne Ferreira - Tiago Fernandes - Marc-Kevin Goellner - Thomas Johansson | - Rod Laver - Tony Roche - Mark Philippoussis - John McEnroe | - Mikael Pernfors - Patrick Rafter - Greg Rusedski - Sjeng Schalken | - Cédric Pioline - Lew Hoad - Tom Okker - Jaroslav Drobný |

#### Tenistas mulheres
| - Steffi Graf - Virginia Wade - Evonne Goolagong - Alicia Molik - Amelie Mauresmo - Martina Navratilova - Helen Jacobs |

## Ver Também
- Dunlop Tyres
- Dunlop Manufacturing

## Ligações Externas
- Dunlop Sport